# Лукера (Лука)
Лукера је насеље у Италији у округу Лука, региону Тоскана.
Према процени из 2011. у насељу је живело 17 становника. Насеље се налази на надморској висини од 152 м.